# Dana Kimmell
Dana Kimmell (Texarkana, Arkansas, 26 de octubre de 1959) es una actriz estadounidense que ha actuado en películas y series de televisión.

## Carrera
Dana Kimmell comenzó su carrera como actriz en series de televisión como Charlie's Angels. En 1982 protagonizó la película clásica de terror Friday the 13th Part III, en el papel de Chris Higgins. En 1983 actuó en la película Lone Wolf McQuade junto a Chuck Norris. Dana también ha actuado en series de televisión como The Facts of Life,  Happy Days, The A-Team, etc.
Dana Kimmell no actúa ya, pero participó en el comentario de audio del lanzamiento en DVD de Friday the 13th Part III, hablando de las experiencias durante la realización de la película y después de su estreno.

## Vida personal
En 1983, se casó con un hombre llamado John Anderson, con el cual tiene dos hijos: Kyle y Cody.

## Filmografía

### Películas
- By Dawn's Early Light (1990).... Esposa de Tyler
- Night Angel (1990).... Modelo
- Sweet 16 (1983).... Marci Burke
- Lone Wolf McQuade (1983).... Sally McQuade
- Friday the 13th Part III (1982).... Chris Higgins
- The Return of the Beverly Hillbillies (1981).... 2.ª Sirvienta
- Rivals (1981).... Brook
- Midnight Offerings (1981).... Lily

### Series de televisión
- Out of This World.... Terri (1 episodio: The Three Faces of Evie, 1988)
- Hunter.... Jill Tyler (1 episodio: From San Francisco with Love, 1986)
- The Young and the Restless.... Stephanie (4 episodios, 1986)
- You Again?.... Julie (1 episodio: Plastic Dream World, 1986)
- Hotel.... Denise (1 episodio: Recriminations, 1986)
- Hollywood Beat.... Joeleen Beck (1 episodio: Baby Blues, 1985)
- Dynasty.... Emily (1 episodio: Fallon, 1984)
- Diff'rent Strokes.... Michelle (3 episodios, 1981-1984)
- Hart to Hart.... Maureen Tucker / Susan Wilmott (2 episodios, 1982-1984)
- Days of Our Lives.... Diane Parker #1 (1983-1984)
- The A-Team.... Lane Carter (2 episodios, 1983)
- T.J. Hooker.... Lisa Telford / Susan Folsen (2 episodios, 1983)
- Alice.... Chica #1 (1 episodio: Tommy, the Jailbird, 1983)
- Fame.... Melanie (1 episodio: Love Is the Question, 1983)
- Private Benjamin.... Bridget (1 episodio: Profiles in Courage, 1982)
- Happy Days.... Carla (1 episodio: Tell-Tale Tart, 1982)
- The Facts of Life.... Dina Becker (1 episodio: New York, New York, 1982)
- Code Red.... Lisa Judson (1 episodio: The Little Girl who Cried Fire, 1981)
- Bosom Buddies.... Susan (1 episodio: Reunion, 1981)
- Texas.... Dawn Marshall (1980)
- Out of the Blue (1 episodio: The Coin of Truth, 1979)
- Eight Is Enough (1 episodio: Milk and Sympathy, 1978)
- Charlie's Angels.... Holly (1 episodio: Pretty Angels All in a Row, 1977)